# Lowell George

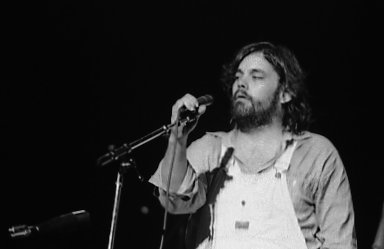
Lowell George bei einem Auftritt mit Little Feat in Buffalo, New York am 1. Mai 1977

Lowell George (* 13. April 1945 in Los Angeles, Kalifornien; † 29. Juni 1979 in Arlington, Virginia) war ein US-amerikanischer Musiker (Gesang, Gitarre, Mundharmonika, Flöte, Shakuhachi).

## Leben
1966 spielte er bei der Folk-Rock-Band The Factory, mit der er das von Frank Zappa produzierte Demo Lightning Rod Man aufnahm, das erst 1993 veröffentlicht wurde. Aus The Factory entwickelte sich die Gruppe The Fraternity of Man, bei der George nie festes Mitglied war, mit der er jedoch zusammenspielte. Zwei Monate war er Leadsänger der Standells.
1968 schloss er sich den Mothers of Invention als Ersatz für Ray Collins an, zunächst als Sänger, später spielte er zunehmend Rhythmusgitarre. Er ist beispielsweise auf Hot Rats zu hören. In dieser Zeit schrieb er viele Songs. Truck Stop Girl, ein Song aus dieser Zeit, wurde unter anderem von den Byrds gecovert. Dadurch bekam er einen Plattenvertrag bei Warner Brothers.
Lowell Georges hatte 1969 zusammen mit Roy Estrada die Mothers of Invention verlassen, um eine eigene Band zu gründen; Frank Zappa hatte ihm das empfohlen, als er Georges Song Willin’ hörte. Es entstand seine Band Little Feat, benannt nach einer Bemerkung von Jimmy Carl Black über Georges Fußgröße. Die Band war in den 1970er Jahren sehr populär und bekam sehr gute Kritiken, vor allem auch dank Georges Gesang und Slide-Gitarren-Spiel.
Zwischendurch betätigte sich George als Studiomusiker, zum Beispiel für Maria Muldaur, Robert Palmer, Linda Ronstadt, John Sebastian, Bonnie Raitt, Mick Taylor, Bill Wyman, Jackson Browne und James Taylor. 1977 musste er sich einer Entziehungskur unterziehen, um von seiner Kokainsucht loszukommen. Durch den Auftritt von Little Feat in der ersten Rocknacht vom 23./24. Juli 1977 erreichte er auch Aufmerksamkeit durch den Rockpalast.
1978 war George Produzent des Albums Shakedown Street von Grateful Dead. 1979 kehrte er Little Feat den Rücken, um sich einer Solo-Karriere zu widmen. Noch im gleichen Jahr erschien sein einziges Solo-Werk Thanks I’ll Eat It Here, mit dem er noch auf Tournee ging.
Am 29. Juni 1979 starb der an Hepatitis und starkem Übergewicht leidende Lowell George in Arlington, Virginia im Alter von nur 34 Jahren an einem Herzinfarkt. Seine Asche wurde ins Meer gestreut.
1997 erschien das Lowell George Tributealbum Rock and Roll Doctor, auf dem unter anderem Bonnie Raitt, Little Feat, Taj Mahal, Randy Newman und Jackson Browne spielen.